# Артур Шипли
Сер Артур Еверет Шипли ГБЕ ФРС (10. март 1861 — 22. септембар 1927) био је енглески зоолог и проректор Универзитета у Кембриџу.

## Биографија
Шипли је рођен у Волтону на Темзи у Сарију 10. марта 1861. Одрастао је у Дачету, Бакингемшир (сада Беркшир), и школовао се на Универзитетском колеџу. Уписао се у болницу Светог Вартоломеја као студент медицине 1879. године, али је следеће године прешао на Христов колеџ у Кембриџу да чита природне науке, специјализујући зоологију. 

### Специјализација
Шипли се посебно специјализовао за проучавање паразитских црва, објављујући скоро педесет радова о њима, што је довело до његовог избора за члана Краљевског друштва 1904. Остао је на Кембриџу након дипломирања, а постављен је за универзитетског демонстратора упоредне анатомије 1886. године, предавача у напредна морфологија бескичмењака 1894. и читалац зоологије 1908. Изабран је за члана Христовог колеџа 1887. и постао је наставник природних наука 1892. Године 1891. постављен је за секретара Кембриџ музеја и собе за предавања. чиме је фактички био задужен за све универзитетске лабораторије и музеје. Године 1910. изабран је за магистра Христовог колеџа, на тој функцији до своје смрти, а од 1917. до 1919. био је проректор Универзитета у Кембриџу.

### Уђбеници и публикације
Године 1893. објавио је Зоологију безкичмењека, која је постала популаран универзитетски уџбеник. Његов Уџбеник зоологије, написан заједно са Ернестом Макбрајдом, појавио се 1901. године, а након њега су уследила још три издања до 1920. Између 1895. и 1909. заједно је уређивао, са Сиднијем Фредериком Хармером, десетотомну природну историју Кембриџа. Био је коуредник, са Џорџом Наталом, часописа Параситологиja од 1908. до 1914., а такође је помагао у уређивању часописа за економску биологију од 1905. до 1913. Друге популарне публикације су: Бисери и паразити (1908), " Ј“: мемоари Џона Вилиса Кларка (1913), Мањи ужаси рата (1915; о паразитима), Још мањих ужаса (1916), Студије о животу инсеката (1917), Путовање вицеканцелара (1919) , Живот (1923), Камеје и острва Кембриџа: Западна Индија и Егеј (1924) и Лов под микроскопом (1928).

### Британска универзитетска мисија
Године 1918. Шипли је био члан британске универзитетске мисије у Сједињеним Државама, коју је Министарство спољних послова послало да се супротстави немачкој пропаганди на америчким универзитетима и да промовише постдипломске студије америчких студената на британским универзитетима. Као признање за овај рад и друге ратне услуге (укључујући стављање на располагање Мастер Ложи Христовог колеџа као реконвалесцентног дома за рањене официре), Шипли је именован за витеза Великог крста Реда Британске империје (ГБЕ) у цивилним ратним почастима 1920. године. Именован је за председника управног тела Империјалног колеџа за тропску пољопривреду, Тринидад, при његовом оснивању 1921.

## Смрт
Умро је 22. септембра 1927. године. 

## Академске титуле
| Академске функције    | Академске функције                           | Академске функције |
| --------------------- | -------------------------------------------- | ------------------ |
| Џон Пијл              | Магистар Христовог колеџа, Кембриџ 1910–1927 | Норман Меклин      |
| Томас Сесил Фицпатрик | Проректор Универзитета у Кембриџу 1917–1918  | Питер Џајлс        |